# Río Tejo
El río Tejo es un río colombiano ubicado en los departamentos de Norte de Santander y Cesar. Es uno de los tribuatrios del río Algodonal (nombre que recibe el río Catatumbo en Ocaña) y recorre el casco urbano de Ocaña, siendo también el lugar donde van a parar las aguas residuales de dicho municipio.
La microcuenca del Tejo posee varias quebradas como tributarias entre los municipios de Ocaña, Ábrego, Río de Oro y Gónzalez. Su corriente principal nace en el corregimiento del Agua de la Virgen para luego recorrer el casco urbano de Ocaña en dirección suroccidente-nororiente, hasta desembocar en el Río Algodonal.
Durante mucho tiempo fue la principal fuente de agua potable de las poblaciones aledañas, siendo un motor de desarrollo económico y social. Hasta el momento, todos los intentos de recuperación del río no se han realizado, limitándose a iniciativas ciudadanas.

## Historia
Llamado río Grande durante el periodo colonial, fue el cuerpo hídrico que alimentó la población hasta bien entrado el siglo XX, cuando el acueducto sobre río Algodonal comenzó a surtir agua potable a todo el municipio de Ocaña. La primera mención del mismo fue en un contrato entre el Cabildo de Ocaña y Don Gonzalo de Orta, donde este último se comprometía a extraer agua del río y llevarla a la plaza principal.
En el siglo XVII se construye un molino de trigo cuyas ruinas persisten hasta hoy. El río moldeó el desarrolló urbano de Ocaña y los patrones de poblamiento de la misma, pues a sus orillas creció el barrio la Playa (hoy llamado la Costa) y fue también el epicentro del desarrollo industrial de la ciudad, abasteciendo la fábricas de gaeosas, velas y jabones.
En el presente continúa siendo el principal cuerpo hídrico de Ocaña, como en lugar donde se desechan las aguas residuales del municipio.

## Contaminación
Como consecuencia de recibir las aguas residuales del municipio, el río Tejo se encuentra contaminado en buena parte de su paso por Ocaña, excluyendo las zonas aledañas de su nacimiento. La contaminación del río impide la presencia de fauna fluvial, como también causó la disminución del caudal del propio río, que disminuye con los años pese a las iniciativas en pos de su recuperación.